# Język ałtajski
Język ałtajski, także ojrocki (алтайдыҥ тил, алтай тил) – określenie wielu języków z rodziny turkijskiej, używanych przez górskie narodu w Ałtaju, takie jak Ałtajczycy. Do języków ałtajskich w tym znaczeniu tego określenia zalicza się m.in. język południowoałtajski, język chakaski, język tuwiński oraz języki mniejszych pobliskich, turkijskich narodów, takie jak szorski i tofałarski. Języki ałtajskie należą do dwóch gałęzi języków turkijskich.
Na tle pozostałych języków turkijskich, języki ałtajskie charakteryzują się wpływami mongolskimi.